# 페라리 F12
페라리 F12(영어: Ferrari F12) 또는 페라리 F12베를리네타(영어: Ferrari F12berlinetta)는 페라리에서 2012년부터 2017년까지 생산했던 GT카이다.

## 사양

### 엔진

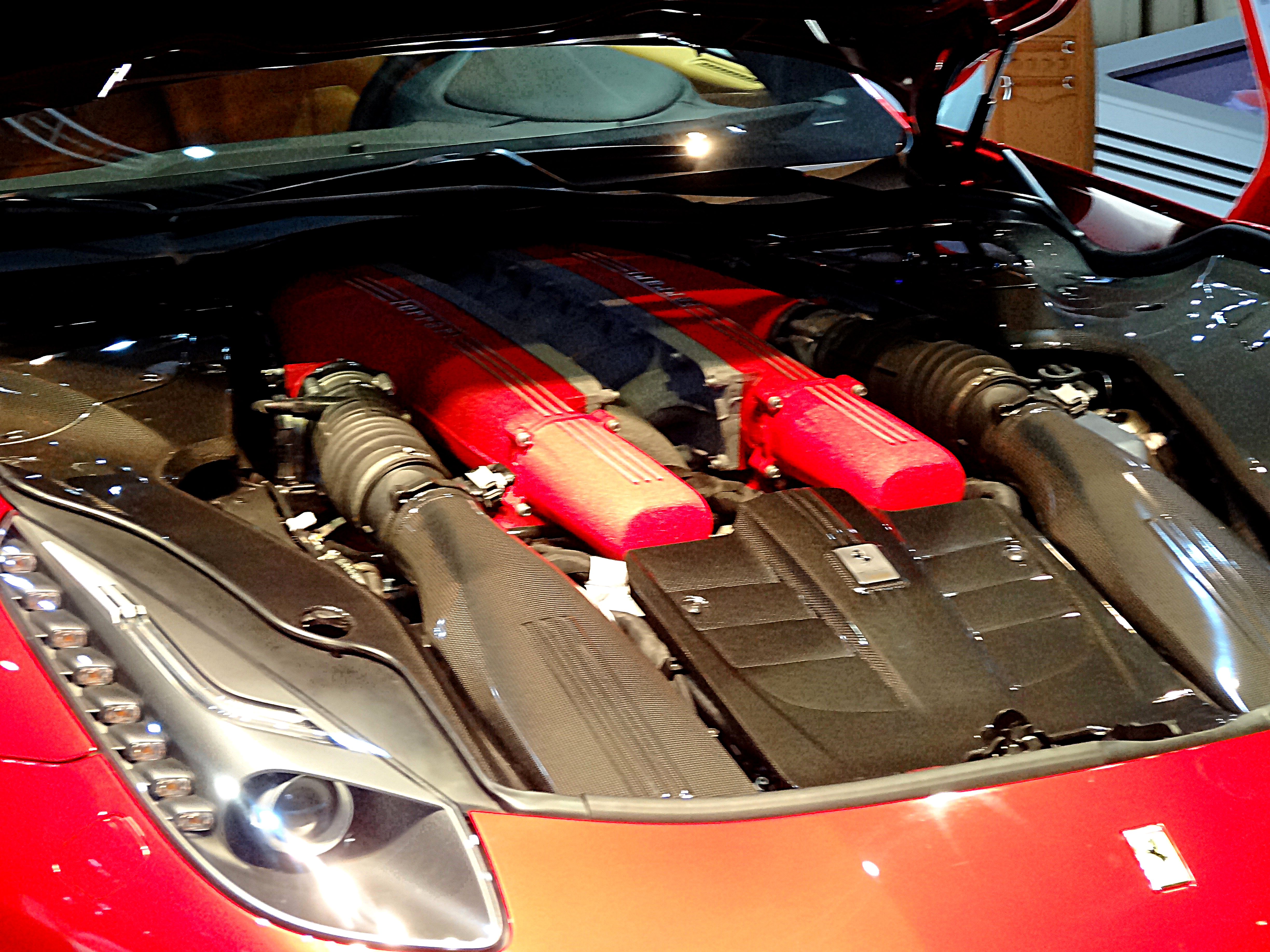
6.3 L F140FC V12 엔진

페라리 F140 엔진 제품군의 6,262 cc (6.3 L; 382.1 cu in) 자연 흡기 65° V12 엔진을 사용하며 배기량은 FF와 공유되지만 F12에 설치된 F140 FC 버전은 8,250rpm에서 740 PS (544 kW; 730 hp)의 출력과 690 N·m (509 lb·ft)의 토크를 생성하며 6,000rpm은 현재까지 생산된 4번째로 강력한 페라리의 로드 카로, 라페라리, F12tdf 및 후속 모델인 812 슈퍼패스트에 이어 4번째로 강력한 성능을 자랑하였다.
F12의 엔진은 선행차량보다 더 효율적일 뿐만 아니라 더 강력하도록 설계되었다. 엔진 관리 시스템에는 공회전 시 연료 소비를 줄이기 위해 페라리의 HELE 스타트-스톱 시스템이 장착되어 있다. 페라리에 따르면 F12는 18 mpg-imp (15.7 L/100 km; 15.0 mpg-US))를 달성할 수 있으며 이는 599보다 30% 개선된 것이며 350g/km의 CO2 배출량을 생성한다.

### 성능
페라리 F12는 3.1초 만에 0에서 100 km/h (62 mph), 8.5초 만에 0에서 200 km/h (124 mph)를 가속하며, 최고 속도는 340 km/h (211 mph)이다. (아우토반에서 350Km/h를 달린 적이 있다.)

## 페라리 F12tdf (2015년~2017년)

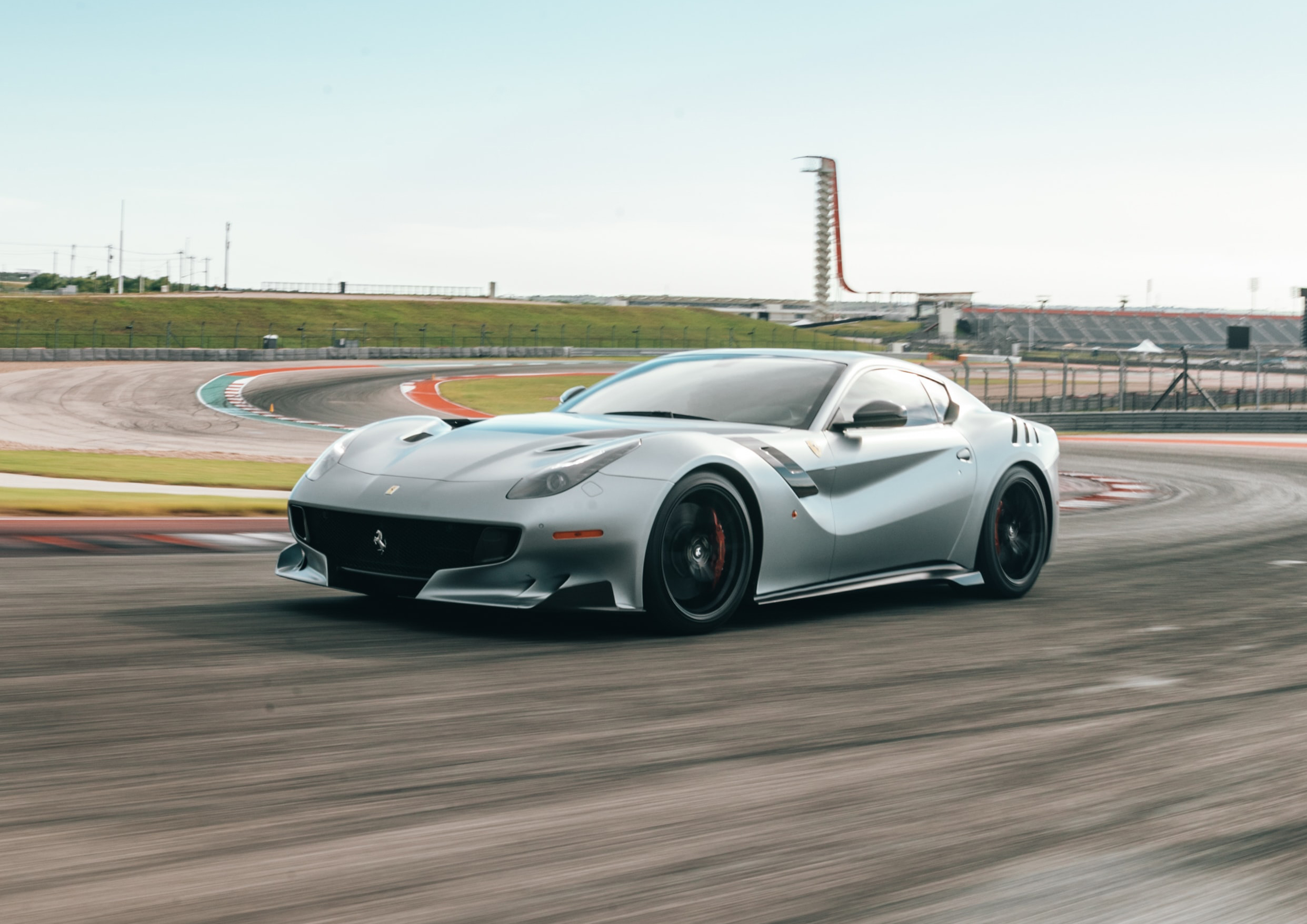
페라리 F12tdf

2015년 10월에 공개되었고, 페라리 F12를 베이스로 제작된 모델이다.생산 댓수는 799대로 제한된다.

## 변형 차종

### 페라리 F60 아메리카

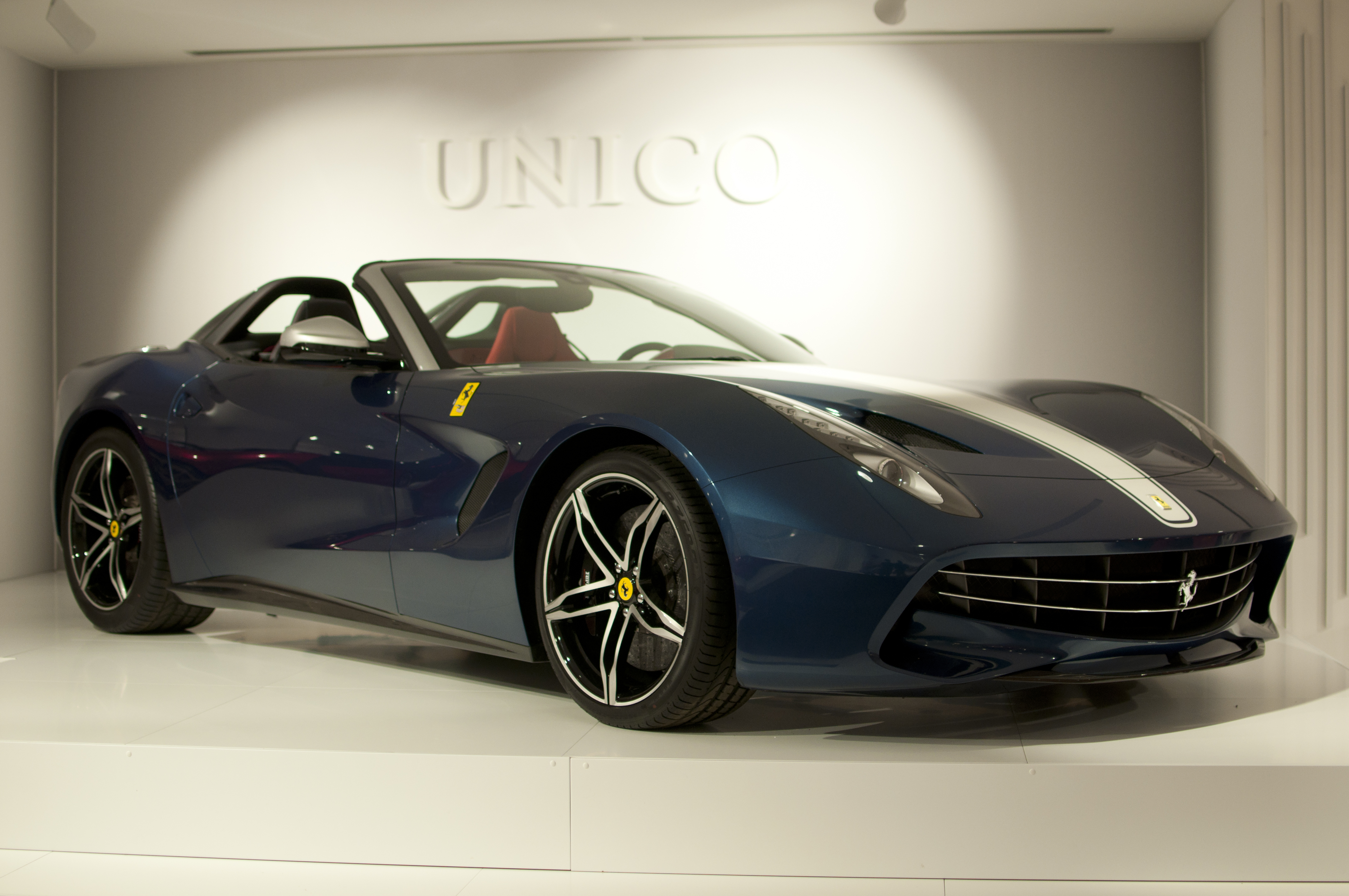
페라리 F60 아메리카

페라리 노스아메리카 설립 60주년을 맞이하여 제작된 컨버터블 차종이다.

### 페라리 F12베를리네타 SG50 에디션
페라리 싱가포르 설립 50주년을 맞이하여 제작된 차종이다. 차량 외부에는 특별한 'Rosso Singapore' 페인트 칠과 내부에 동일한 색상의 가죽 커버가 특징인 빨간색과 흰색 장식이 포함된다.

## 비디오 게임에서의 등장
- 아스팔트 8: 에어본 - 페라리 F12, 페라리 F60 아메리카
- 아스팔트 9: 레전드 - 페라리 F12tdf
- 아스팔트 니트로 - 페라리 F12
- 아스팔트 오버드라이브 - 페라리 F12
- 포르자 호라이즌4-페라리 F12tdf